# English-Küste
Koordinaten: 74° S, 73° W
Die English-Küste ist ein Küstenabschnitt im westantarktischen Ellsworthlandes (westlich von 72°W) und im Palmerland (östlich von 72°W). Sie liegt zwischen der Nordspitze der Rydberg-Halbinsel und den im Palmerland befindlichen Buttress-Nunatakkern. Im Norden schließt sich die Rymill-Küste an, und im Westen die Bryan-Küste.
Entdeckt und erforscht wurde die Küste im Jahr 1940 durch die beiden US-amerikanischen Polarforscher Finn Ronne und Carl Robert Eklund (1908–1962) von Land aus sowie weiteren Teilnehmern der United States Antarctic Service Expedition (1939–1941) aus der Luft. Namensgeber ist Robert Allen Joseph English (1899–1969), Kapitän der Bear of Oakland bei der zweiten Antarktisexpedition (1933–1935) des US-amerikanischen Polarforschers Richard Evelyn Byrd.